# マンナンライフ
株式会社マンナンライフは、こんにゃく（グルコマンナン）を果汁で味付けした菓子（こんにゃくゼリー）を販売している日本の中小企業。

## 企業概説
こんにゃくゼリーを製造販売する会社で、1964年9月に鶴田征男がこんにゃく製造業を創業し1969年7月31日に鶴田食品工業株式会社として法人化している。1979年には株式会社マンナン・ライフ(健康食品販売会社)を設立。2007年に鶴田食品工業株式会社を株式会社マンナンライフに改称。
本社があるのはコンニャクイモが特産品である群馬県甘楽郡下仁田町の隣に位置する富岡市。本社所在地と甘楽郡甘楽町（上州福島駅近辺）には工場を有する。

## 商品概説

### 蒟蒻畑
コンニャク芋から精製した水溶性食物繊維のグルコマンナンに、ぶどうやリンゴなどの果汁で味付けしたこんにゃくを「蒟蒻畑」という名称で販売している。1992年発売。
スーパー向け商品の「蒟蒻畑」、ドラッグストア向けにカロリーを3分の1に抑えた「蒟蒻畑ライト」、コンビニ向けの小袋タイプの「蒟蒻畑」、柔らかいゼリーの中に細かくした蒟蒻畑を入れた「ララクラッシュ」、アルミ製パウチに砕いたゼリーを入れた「クラッシュタイプの蒟蒻畑」がある。
スープタイプやアイスバーを販売していたこともある。2000年代前半に販売していたアロエ入りの「アロエリーナ」は特徴的なCMが話題になり、CMソングは2001年7月15日に「きいてアロエリーナ きいてマルゲリータ」の曲名でインディーズレーベルの「JOY RIDEレコード」からシングルCDとして発売された。さらに派生した絵本『きいてアロエリーナ きいてマルゲリータ』（文：太田麻衣子、作画：三好朋子。ISBN 4-09-727344-2）も小学館から発売された。

## 主な製品

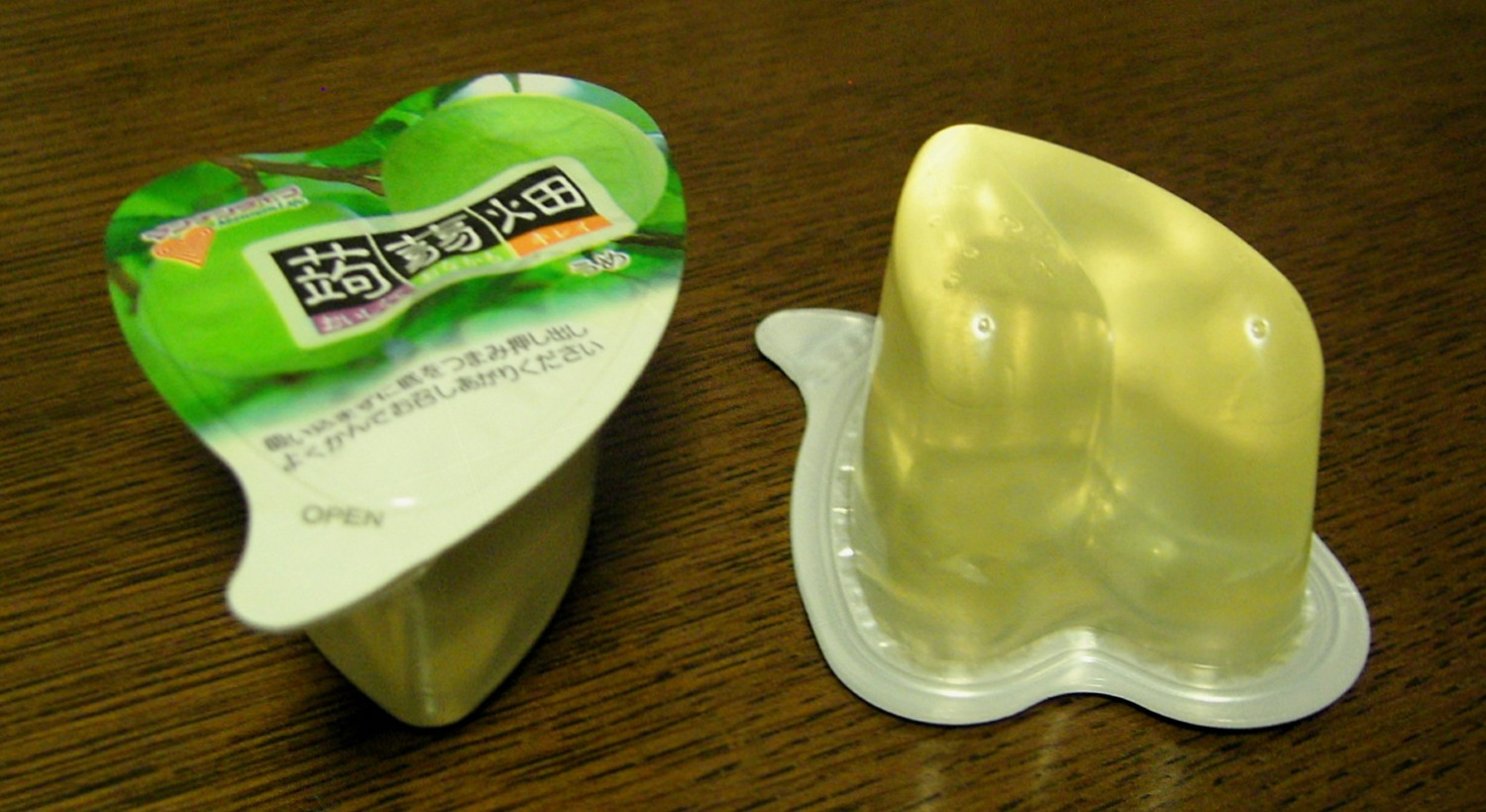
蒟蒻畑（うめ味、リニューアル前）

### 蒟蒻畑
- ぶどう味
- 白桃味
- りんご味
- 温州みかん味
- ピンクグレープフルーツ味
- ソルトinライチ味
- コーヒー味
- 西尾の抹茶味（中部限定）

一連のこんにゃくゼリー窒息事故により2008年10月8日から製造を休止していたことがあったが、同年11月26日にマンナンライフのホームページにおいて製造販売を再開する旨が掲載され、同年12月5日から流通を再開した。
再開後の蒟蒻畑は、パッケージ及びゼリー容器に大きく注意書きを行っている。またゼリー自体の弾力も以前より柔らかくするなど、調整が加えられている。

### クラッシュタイプの蒟蒻畑
- ライト ぶどう味
- ライト マスカット味
- ライト もも味
- 大粒アロエin りんご味

### ララクラッシュ
- ぶどう味
- マスカット味
- オレンジ味
- パイナップル味
- マンゴー味
- ぶどう味・オレンジ味（コンビニ限定）
- ソーダ味